# Село Утка
«Село Утка» (рос. «Деревня Утка») — радянський дитячий фільм-казка 1976 року.

## Сюжет
8-річна дівчинка Оля на літніх канікулах живе у бабусі, в селі Утка. Іноді бабуся розповідає про шишиг. Сусід називає їх «чортами». У селі нудно, і Оля сама розпитує бабусю про шишиг. А незабаром їй довелося познайомитися зі справжнім, живим шишигою, який живе в будинку бабусі. Шишига виявився доброю істотою, яку засмучувало те, що діти, стаючи дорослими, переставали її помічати.
Оля подружилася з шишигою. Вони навіть вирушили було в Шотландію, в гості до свого друга — шотландського шишиги Брауні, але «машина щастя» (вона ж для подорожей або для прання білизни), на якій вони хотіли туди дістатися, несподівано розвалилася після того, як шишига витягнув з неї єдиний цвях. Коли прийшла пора їхати, дядько Олі хотів забрати в місто бабусю, але в останній момент вона не поїхала. Шишига не хотів жити в порожньому будинку, але він не знав, що бабуся не поїхала, і опинився в місті з Олею.
У місті шишига оселився в квартирі Олі. Оскільки горища в квартирі не було, йому довелося розміщуватися то на антресолях, то у вбудованій шафі. В останній день канікул шишига і Оля пішли в парк культури і відпочинку, де вони випадково зустріли друга Шишиги — його шотландського «колегу» Брауні. Він приїхав з Шотландії на науковий симпозіум як експерт з нез'ясовних явищ. Вони заходять в гості до сусіда Олі — професора, який не визнавав існування шишиг, але це не завадило йому добре погуляти зі своїми гостями. В кінці фільму Шишига повернувся назад у село — в будинок, де залишилася жити бабуся Олі.

## У ролях
- Ролан Биков — Шишига
- Оксана Дубень —  Оля
- Євдокія Алексеєва —  бабуся Олі
- Олена Санаєва —  Таїсія, мама Олі
- Олександр Потапов —  дядько Альберт
- Вадим Захарченко —  Прохір
- Георгій Мілляр —  містер Брауні
- Вадим Александров —  професор  (озвучує Василь Ліванов)
- Сергій Ремізов —  Євген, тато Олі
- Інна Виходцева —  продавчиня

## Знімальна група
- Режисер — Борис Бунєєв
- Сценарист — Олександр Александров
- Оператор — Валерій Гінзбург
- Композитор — Євген Геворгян
- Художниця — Ольга Бєднова